# Androsace mathildae
Androsace mathildae — вид квіткових рослин з родини первоцвітових (Primulaceae).

## Біоморфологічна характеристика
Це багаторічна подушкотвірна рослина до 5 см заввишки. Діаметр подушки зазвичай 5 см, рідко понад 10 см. Розетки утворені з розлогих, яскраво-зелених, еліптичних, цілих, голих за винятком кількох волосків на кінчиках листків. Квітки ≈ 5–8 мм в діаметрі, на коротких ніжках, розташовані поодиноко з пазух листків, по три-шість у розетці; чашечка зелена, з зірчастим запушенням; пелюстки білі з жовтим вушком. Плід дозріває наприкінці літа й містить від трьох до семи насінин (зазвичай п'ять), які при опаданні потрапляють усередину листя прикореневої розетки або трохи від неї; час цвітіння припадає на червень-липень.

## Середовище проживання
Росте в центральній Італії.
Цей льодовиковий релікт присутній у кількох місцях Гран-Сассо і Маєлла, його можна знайти в тріщинах вапняку на висоті від 2500 до 2900 м над рівнем моря.

## Загрози й охорона
Інформації про загрози немає.
Цей вид внесений до Додатку II Оселищної директиви та в Додатку I Конвенції про збереження дикої природи та природних середовищ існування в Європі (Бернська конвенція). Немає заходів щодо збереження; необхідно зібрати інформацію про чисельність, тенденції та загрози.